# Massimo Pallottino

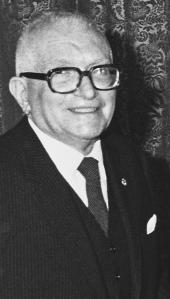
Massimo Pallottino

Massimo Pallottino (* 9. November 1909 in Rom; † 7. Februar 1995 ebenda) war ein italienischer Archäologe. Er lehrte als Professor für Etruskologie an der Universität La Sapienza in Rom.

## Leben und Werk
Seine wissenschaftliche Laufbahn begann 1933 bis 1940 als Mitarbeiter im Museo Nazionale Etrusco di Villa Giulia in Rom, wo er unter anderem Ausgrabungen in Capena, Cerveteri und Veji durchführte. Seit 1937 war Massimo Pallottino Privatdozent und von 1940 bis 1945 an der Universität Cagliari beschäftigt. 1946 wurde er auf den Lehrstuhl für Etruskologie an der Universität Rom berufen, den er bis 1980 innehatte. Seit 1955 gehörte Pallottino dem Wissenschaftlichen Beirat der Sachbuchreihe Rowohlts deutsche Enzyklopädie an.
Zu seinen wichtigsten archäologischen Feldforschungen gehörten die Ausgrabungen im Heiligtum von Pyrgi ab 1957 mit der Entdeckung der Goldbleche von Pyrgi 1964. 1982 bekam er den Balzan-Preis für Altertumswissenschaften. 1984 erhielt er den Erasmuspreis; außerdem war er Mitglied zahlreicher wissenschaftlicher Institutionen, unter anderem dem Deutschen Archäologischen Institut. 1975 wurde er zum auswärtigen Mitglied der Académie des Inscriptions et Belles-Lettres und 1976 zum korrespondierenden Mitglied der British Academy gewählt.
Inspiriert durch Wilhelm Brandenstein befasste sich Pallottino auch mit der Frage nach Atlantis, die er als „offen“ bezeichnete. Im Wesentlichen folgte er Brandensteins Meinung, erweiterte diese jedoch in einigen Punkten um eigene Ideen.

## Veröffentlichungen (Auswahl)

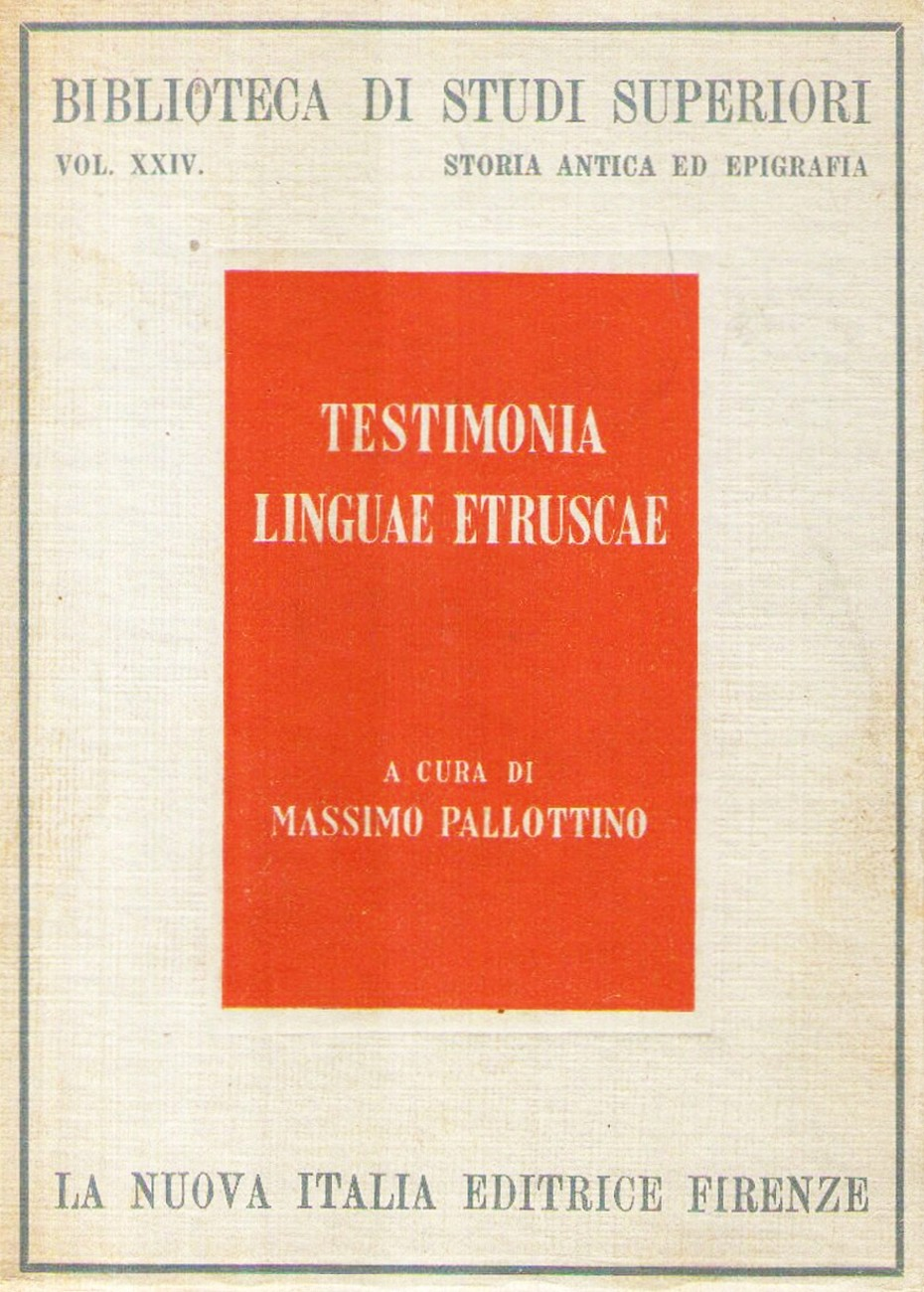
Testimonia Linguae Etruscae (1954)

- Gli Etruschi, Rom 1939; 2. Aufl. 1940.
- Etruscologia, Mailand 1942; weitere Auflagen 1947, 1955, 1957, 1963, 1968, 1984.
  - deutsch: Etruskologie. Geschichte und Kultur der Etrusker, übersetzt von Stephan Steingräber. Birkhäuser, Basel u. a. 1988, ISBN 3-7643-1874-0.
- L’origine degli Etruschi, Rom 1947.
- La Sardegna nuragica, Rom 1950.
- Atlantide, in: Archeologia Classica Nr. 4/1952, S. 229–240.
- Testimonia Linguae Etruscae, Florenz 1954; 2. Aufl. 1968.
- Etruskische Kunst, Zürich 1955.
- Civiltà artistica etrusco-italica, Florenz 1971.
- Thesaurus Linguae Etruscae. I. Indice lessicale. Consiglio Nazionale delle Ricerche, Centro di Studio per l’Archeologia Etrusco-Italica, Rom 1978.
- Saggi di Antichità, Rom 1979.
- Storia della prima Italia, Mailand 1984.
  - deutsch: Italien vor der Römerzeit. Übersetzt von Stephan Steingräber. Beck, München 1987, ISBN 3-406-32012-0.
- Origini e storia primitiva di Roma, Mailand 1993.

Eine vollständige Publikationsliste in Archeologia Classica 43, 1991, S. XIII-L.

## Belege
1. ↑  Deceased Fellows. British Academy, abgerufen am 14. Juli 2020.
2. ↑  Massimo Pallottino: Atlantide In: Archeologia Classica 4, 1952, S. 229–240.

| Personendaten    | Personendaten            |
| ---------------- | ------------------------ |
| NAME             | Pallottino, Massimo      |
| KURZBESCHREIBUNG | italienischer Archäologe |
| GEBURTSDATUM     | 9. November 1909         |
| GEBURTSORT       | Rom                      |
| STERBEDATUM      | 7. Februar 1995          |
| STERBEORT        | Rom                      |